# Saint-Germain-Village
Pour les articles homonymes, voir Saint-Germain.
Saint-Germain-Village est une ancienne commune française située dans le département de l'Eure, en Normandie.
Elle a fusionné le 1er janvier 2018 avec l'ancienne commune de Pont-Audemer, formant la commune nouvelle de Pont-Audemer

## Géographie

### Localisation

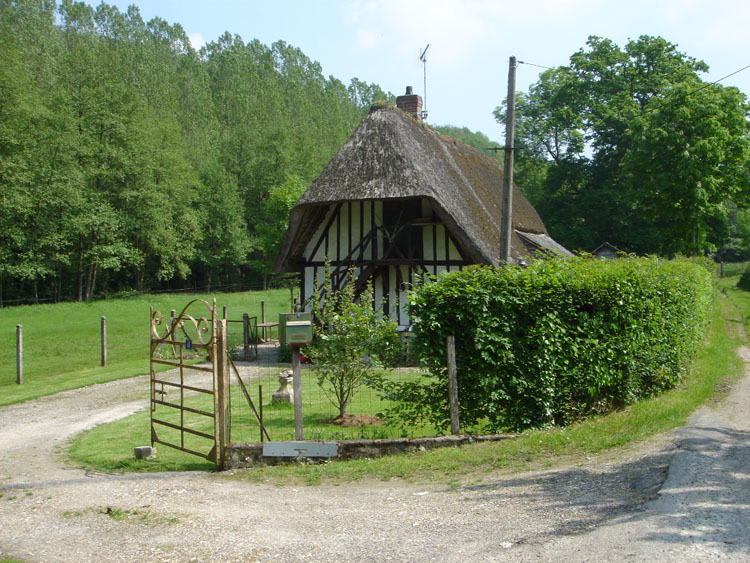
Une chaumière à Saint-Germain-Village.

Saint-Germain-Village est limitrophe de Pont-Audemer et forme avec celle-ci une seule et même agglomération. Saint-Germain-Village s'étend sur 5,31 km2, un territoire partagé entre le plateau du Lieuvin aux caractéristiques rurales et la vallée de la Risle, reliée par les rivières du Doult-Vitran, de la Tourville et de la Véronne. 

### Communes limitrophes
| Toutainville |                            | Pont-Audemer |
|              | Saint-Germain-Village      |              |
| Les Préaux   | Tourville-sur-Pont-Audemer | Campigny     |

### Hydrographie
La commune est traversée par le ruisseau de Tourville.

### Milieux naturels et biodiversité

#### Zone humide protégée par la convention de Ramsar
- Marais Vernier et Vallée de la Risle maritime[3].

#### ZNIEFF de type 1
- Le marais de Pont-Audemer[4].

#### ZNIEFF de type 2
- La basse vallée de la Risle et les vallées conséquentes de Pont-Audemer à la Seine[5] ;
- La vallée de la Risle de Brionne à Pont-Audemer, la forêt de Montfort[6].

## Toponymie
Le nom de la localité est attesté sous la forme Sanctus Germanus en 1130 (cartulaire de Préaux), Les Villages Saint Germain en 1722 (Masseville), Saint-Germain-sur-Rile en 1828 (Louis Du Bois).
Saint-Germain est un hagiotoponyme faisant référence à la paroisse éponyme et à l'Église Saint-Germain.

## Histoire
Commune réunie à Pont-Audemer en 1791 ; rendue à son autonomie en l’an VI et, quoique commune distincte, paroisse d’un faubourg de Pont-Audemer, Saint-Germain-Village reprend le nom de sa paroisse d'Ancien Régime, située à cheval entre la partie sud de la ville de Pont-Audemer et un territoire plus rural surplombant la vallée de la Risle.

### Antiquité
Ces caractéristiques géographiques ont favorisé une implantation ancienne. Les premières occupations humaines attestées remontent à la fin de l'âge du bronze ou au premier âge du fer, dans la zone de la côte Saint-Gilles où des fouilles ont retrouvé les traces d'un ensemble d'habitats et de fossés caractéristiques de petites activités agricoles.
À l'époque gallo-romaine, le territoire correspondant à la ville actuelle accueille une voie romaine particulièrement empruntée pour traverser la Risle, la ligne droite du chemin du Perrey (route départementale 87) est probablement un témoin de cette route antique.

### Moyen Âge
Au début du Moyen Âge, le développement de la population et des activités humaines dans cette partie du royaume franc ou de l'empire carolingien participe de l'éclosion d'un bourg sur le passage de la Risle, certainement corrélé au développement de l'abbaye voisine Saint-Pierre de Préaux. Un pont sur la Risle est mentionné pour la première fois en 715, en 1025 une charte de Richard II mentionne le bourg du nom de Pontem Haldemari (Pont-Audemer).
Saint-Germain est alors une des quatre paroisses de Pont-Audemer. Elle appartient à l'abbaye Saint-Pierre de Préaux qui fait édifier l'église Saint-Germain romane dans le courant du XIe siècle. Surélevé, l'édifice religieux domine la paroisse qui constitue un faubourg de la ville de Pont-Audemer, présentant des habitations construites en dehors de l'enceinte médiévale. Saint-Germain est donc une paroisse de faubourg, identifiant géographiquement la banlieue de Pont-Audemer.
La fondation de la léproserie Saint-Gilles en 1135 à l'emplacement actuel du château éponyme marque l'extrême ouest de la paroisse. Construite par Galéran de Meulan, l'établissement est pris en charge par les frères de la léproserie de Beaulieu, située dans le diocèse de Chartres. La maladrerie est créée dans un lieu nettement à l'écart de la ville pour éviter les contagions. Un petit ensemble d'habitats se développent mêlant autour du monastère des maisons à pan de bois et torchis. Pour faire vivre la communauté, Galéran de Meulan octroie à la léproserie le droit de tenir une foire chaque année le jour de la Saint-Gilles, le 1er septembre. À cette occasion, toutes les taxes perçues sur les ventes vont au profit de la communauté. Comme nous l'avons dit auparavant, l'emplacement stratégique de Saint-Germain sur une route entre Rouen, Lisieux et Caen associé à la période de la fin de l'été permet de d'appréhender le succès de cette foire qui sera organisé jusqu'au milieu du XIXe siècle dans un contexte commercial.

### Époque moderne
Au milieu du XVIe siècle, le territoire de la paroisse de Saint-Germain est divisé par le tracé des limites de bourgeoisie qui agrandissent l'emprise de la ville de Pont-Audemer sur une partie de ses faubourgs, permettant à ses habitants d'être affranchis de la taille.
En 1709, un recensement des habitants donne un état de la population de la paroisse. 260 foyers forment autant de familles composées de 4 à 5 individus en moyenne. La plupart des familles vivent dans une grande pauvreté, le nombre de mendiants est très important. Les autres sont artisans, ouvriers ou domestiques et travaillent en grande partie à Pont-Audemer.

### Révolution française et Empire
Lors de la Révolution française, la paroisse de Saint-Germain est menacée de suppression et d'une fusion avec la paroisse de Saint-Ouen située à Pont-Audemer. La nouvelle commune créée de facto à partir de la paroisse serait ainsi tuée dans l’œuf. La résistance des habitants de Saint-Germain qui gardent cachée la matrice des impôts fonciers permet en 1792 d'avoir gain de cause et entraîne la confirmation du statut d'une commune indépendante de Pont-Audemer, nommée pour la première fois en 1793 Saint-Germain-Village.

### Époque contemporaine
Au XIXe siècle, Saint-Germain-Village se dote de nombreux équipements à destination de l'éducation des enfants. En 1861, la congrégation des sœurs de Notre-Dame fonde un orphelinat et une école réservée aux filles (une école pour garçons ayant été créée à Pont-Audemer dans l'actuelle rue Jules-Ferry). En 1883, la première école publique de Saint-Germain-Village est ouverte dans une maison louée pour l'occasion.
L'activité artisanale et proto-industrielle est particulièrement présente sur le territoire de la commune, à la faveur des nombreuses rivières qui l'irriguent. On dénombre une briqueterie, une menuiserie, une entreprise de maçonnerie, une scierie et une meunerie.
Le XXe siècle est tout d'abord marqué par l'arrivée de l'électricité qui se déploie à partir des années 1930 dans le village puis après-guerre sur le reste du territoire.
Les années 1950-1960 font place à la période de la Reconstruction et aux projets d'urbanisme particulièrement nombreux du côté de Pont-Audemer. Saint-Germain-Village procède à plusieurs échanges de terrains avec la ville voisine qui permettent l'aménagement de lotissements tels que le Doult-Vitran. En échange, la commune de Saint-Germain-Village est rattachée aux réseaux de l'éclairage public, du tout-à-l’égout et du ramassage des ordures.
À partir des années 1960, Saint-Germain-Village se développe particulièrement. Sa population augmente au rythme des constructions de lotissements concertés (7 ensembles) ou d'habitations individuelles.
En octobre 2017, le fusionnement de Saint-Germain-Village avec Pont-Audemer est voté par décision majoritaire des deux conseils municipaux, aboutissant à la création au 1er janvier 2018 par un arrêté du préfet de l'Eure du 6 décembre 2017 de la commune nouvelle de Pont-Audemer, dont Saint-Germain Village devient une commune déléguée,.

## Politique et administration

### Liste des maires
| Période                                  | Période       | Identité                      | Étiquette   | Qualité |
| ---------------------------------------- | ------------- | ----------------------------- | ----------- | --- |
| Les données manquantes sont à compléter. |               |                               |             | |
| 1790                                     | 1793          | Adrien Loisnel                |             | |
| 1793                                     | 1794          | André Saffrey                 |             | |
| 1794                                     | 179-          | Jacques Baillehache           |             | |
| 1796                                     | 1799          | Charles Dubuisson-Duplessis   |             | |
| 1799                                     | 1803          | Pierre Bouy                   |             | |
| 1800                                     | 1903          | Charles Dubuisson-Duplessis   |             | |
| 1803                                     | 1812          | Guillaume Leroy               |             | |
| 1812                                     | 1814          | Charles de Malortie           |             | |
| 1814                                     | 1832          | Alexandre Le Bourg Demonmorel |             | |
| 1847                                     | 1848          | Pierre Caron                  |             | |
| 1848                                     | 1864          | Charles Bataille              |             | |
| 1864                                     | 1865          | Louis Touflet-Dumesnil        |             | |
| 1865                                     | 1870          | Armand Gentils                |             | |
| 1870                                     | 1892          | Louis Revel                   |             | |
| 1892                                     | 1894          | Armand Fouquier               |             | |
| 1894                                     | 1902          | Auguste Catherine             |             | |
| 1902                                     | 1912          | Charles Desferrières          |             | |
| 1912                                     | 1929          | Charles Loriot                | Républicain | Avocat puis juge d'instruction. Député de l'Eure (1889 → 1902, 1911 → 1919) Maire de Pont-Audemer (1914 → 1919) |
| 1929                                     | 1938          | Henri Godon                   |             | |
| 1938                                     | 1971          | Robert Loriot                 |             | Fils de Charles Loriot Propriétaire Fondateur du Crédit Agricole de Pont-Audemer                                |
| 1971                                     | 1983          | Bernard Restout               |             | Président de la Fédération française de boxe (1966 → 1995)                                                      |
| 1983                                     | 2001          | Georges Triplet               |             | Fonctionnaire de l’Éducation nationale                                                                          |
| 2001                                     | 2012          | Jean Beuzeboc                 |             | Ancien directeur commercial chez Duquesne à Saint-Philbert-sur-Risle. Décédé en février 2012 pendant son mandat |
| avril 2012                               | décembre 2017 | Philippe Lechevalier          | SE          | Retraité |

| Période      | Période | Identité             | Étiquette | Qualité                                              |
| ------------ | ------- | -------------------- | --------- | ---------------------------------------------------- |
| janvier 2018 | 2020    | Philippe Lechevalier | SE        | Retraité Maire-adjoint de Pont-Audemer (2018 → 2020) |

### Distinctions et labels
En 2017, la commune a été labellisée « 3 fleurs » par le Conseil national de villes et villages fleuris de France.

## Population et société

### Démographie
L'évolution du nombre d'habitants est connue à travers les recensements de la population effectués dans la commune depuis 1793. Pour les communes de moins de 10 000 habitants, une enquête de recensement portant sur toute la population est réalisée tous les cinq ans, les populations de référence des années intermédiaires étant quant à elles estimées par interpolation ou extrapolation. Pour la commune, le premier recensement exhaustif entrant dans le cadre du nouveau dispositif a été réalisé en 2007.

En 2015, la commune comptait 1 675 habitants, en évolution de +10,05 % par rapport à 2009 (Eure : −0,25 %, France hors Mayotte : +2,11 %).
| 1793 | 1800 | 1806 | 1821 | 1831 | 1836 | 1841 | 1846 | 1851 |
| ---- | ---- | ---- | ---- | ---- | ---- | ---- | ---- | ---- |
| 530  | 434  | 518  | 546  | 560  | 577  | 516  | 666  | 647  |

| 1856 | 1861 | 1866 | 1872 | 1876 | 1881 | 1886 | 1891 | 1896 |
| ---- | ---- | ---- | ---- | ---- | ---- | ---- | ---- | ---- |
| 648  | 689  | 683  | 662  | 686  | 804  | 804  | 789  | 766  |

| 1901 | 1906 | 1911 | 1921 | 1926 | 1931 | 1936 | 1946 | 1954  |
| ---- | ---- | ---- | ---- | ---- | ---- | ---- | ---- | ----- |
| 819  | 846  | 790  | 759  | 794  | 905  | 816  | 912  | 1 004 |

| 1962  | 1968  | 1975  | 1982  | 1990  | 1999  | 2006  | 2007  | 2012  |
| ----- | ----- | ----- | ----- | ----- | ----- | ----- | ----- | ----- |
| 1 016 | 1 042 | 1 114 | 1 235 | 1 481 | 1 528 | 1 487 | 1 481 | 1 649 |

| 2015  | - | - | - | - | - | - | - | - |
| ----- | - | - | - | - | - | - | - | - |
| 1 675 | - | - | - | - | - | - | - | - |

## Culture locale et patrimoine

### Lieux et monuments

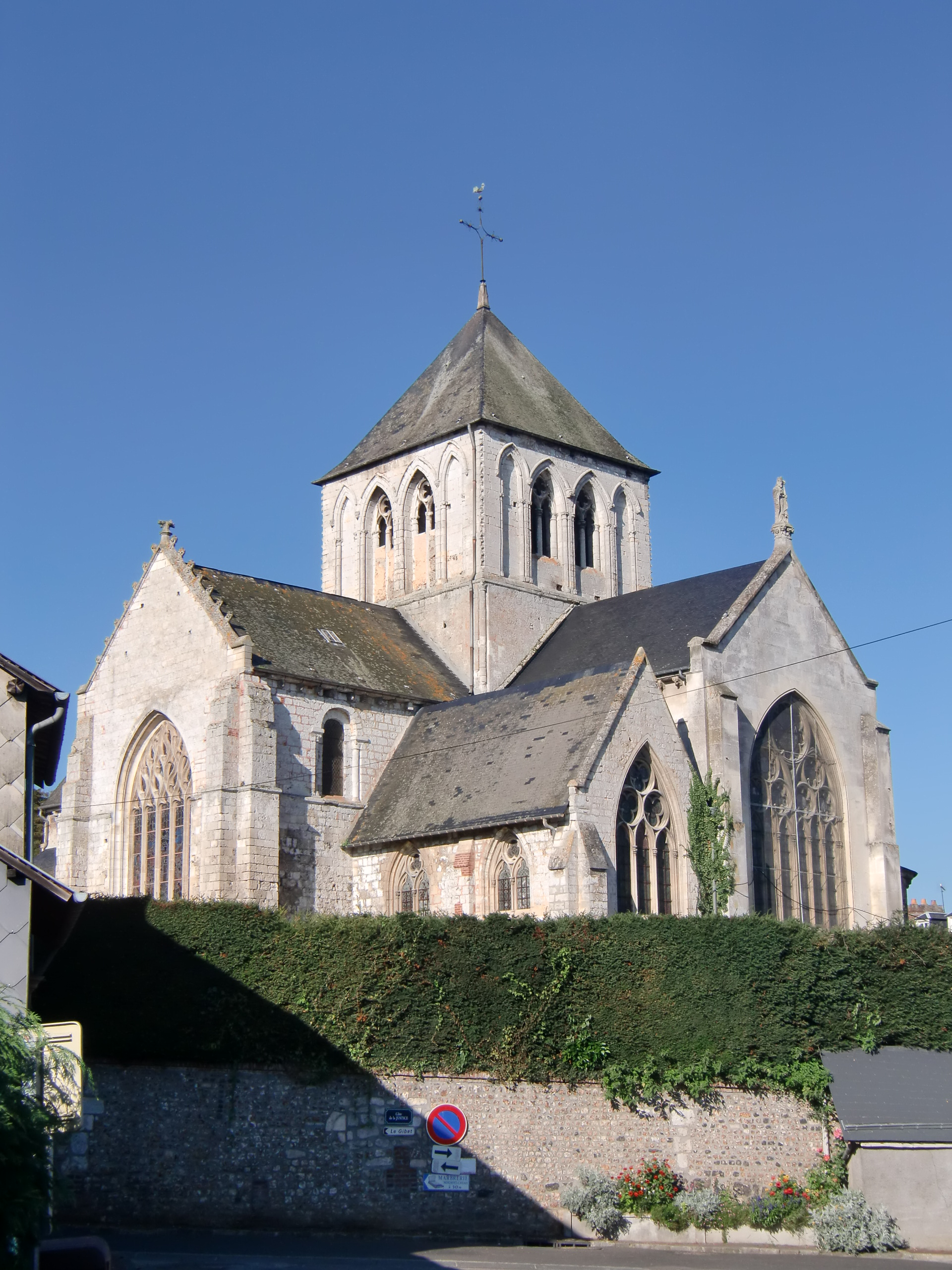
L'église Saint-Germain.

La commune de Saint-Germain-Village compte un édifice classé au titre des monuments historiques :
- l'église Saint-Germain,  Classé MH (1886)[30].

On peut également signaler :
- le château de Saint-Gilles, route de Honfleur. Élevé sur l'emplacement de l'ancien prieuré du même nom, fondé en 1135 par Waleran de Meulan, pour y recevoir les lépreux des environs. Il fut appelé communément la léproserie, jusqu'à sa destruction. On y reconstruit ce château typiquement normand au XIXe siècle.

### Site classé
- L'if du cimetière,  Site classé (1932)[31].

### Personnalités liées à la commune
- Henry Dannet (1886-1946) et son fils Jean Dannet (1912-1997), artistes peintres, vivent à compter de 1915 dans la maison familiale construite à Saint-Germain-Village.
- Robert Leblanc (1910-1956), organisateur du maquis Surcouf, vivait route de Lisieux.
- Alain Dupuis (1938-2006), né à Saint-Germain-Village, peintre et licier français.